# معاملة المثليين في المجر
تطورت حقوق المثليين والمثليات ومزدوجي التوجه الجنسي والمتحولين جنسياً (اختصاراً: LGBT) في المجر عبر السنوات. يعتبر كل من النشاط الجنسي المثلي بين الذكور وبين الإناث قانونيا، كما يتم حظر التمييز على أساس التوجه الجنسي والهوية الجندرية في البلاد لكن المنازل التي يعيش فيها الشركاء المثليون غير مؤهلة للحصول على نفس الحماية القانونية المتاحة للأزواج المغايرين. تم تشريع الشراكة المسجلة للشركاء المثليين في عام 2009، ولكن زواج المثليين محظور دستوريا.

## قانونية النشاط الجنسي المثلي
عاقب القانون الجنائي الهنغاري الأول من قبل كارولي سيميغي (1878) المثلية الجنسية بين الرجال (الانحراف ضد الطبيعة (قانون الطبيعة) مع السجن لمدة تصل إلى سنة. تم إلغاء تجريم النشاط الجنسي المثلي فوق سن العشرين في عام 1961، ثم فوق سن 18 عامًا في عام 1978 بموجب قانون العقوبات الجديد. وتمت المساواة في السن القانونية للنشاط الجنسي المثلي والمغاير، وهو 14 سنة، منذ صدور قرار المحكمة الدستورية لعام 2002. ويسمح للمثليين والمثليات ومزدوجي التوجه الجنسي بالخدمة العسكرية.

## الاعتراف القانوني بالعلاقات المثلية
تم الاعتراف بالمساكنة غير المسجلة منذ عام 1996. وينطبق ذلك على أي شريكين يعيشان معاً في علاقة اقتصادية وعاطفية بما في ذلك الشركاء المثليون. لا يوجد تسجيل رسمي مطلوب. يمنح القانون بعض الحقوق والمزايا المحددة لشخصين يعيشان معاً. تعرف المساكنة غير المسجلة في القانون المدني بأنه «عندما يعيش شخصان معا خارج إطار الزواج في علاقة عاطفية ومالية في نفس الأسرة، شريطة ألا يكون أي منهما في علاقة زواج أو شراكة مع شخص آخر، سواء كان مسجلاً أو غير ذلك، أنهم غير مرتبطين من نسل مباشر، وأنهم ليسوا أشقاء.» ولا يمكن الوراثة إلا في الوصية، في حين أن المعاش التقاعدي للأرامل متاح للشركاء المتساكنين لأكثر من 10 سنوات.
في 17 كانون الأول/ديسمبر 2007، اعتمد البرلمان مشروع قانون الشراكة المسجلة قدمه الحزب الاشتراكي الهنغاري-تحالف الديمقراطيين الأحرار. وجدت المحكمة الدستورية أن مشروع القانون غير دستوري لأنه يعتبر نسخة لمؤسسة الزواج للأزواج المغايرين. في فبراير 2009، وافق البرلمان على نسخة معدلة من مشروع القانون. منذ 1 يوليو 2009، يمكن الشركاء المثليين الدخول في شراكات مسجلة. يمنح القانون الحقوق نفسها للشركاء المسجلين فيما يتعلق بالأزواج المتزوجين، باستثناء التبني أو تقنيا الإنجاب بالمساعدة أو أخذ الاسم العائلي.
في 1 كانون الثاني/يناير 2012، دخل دستور جديد سُنّ في البرلمان في عام 2011 حيز التنفيذ، وقيد الزواج للأزواج المغايرين ولم يتضمن أي ضمانات للحماية من التمييز بسبب التوجه الجنسية. مع ذلك، يلاحظ أن التمييز على أساس التوجه الجنسي لا يزال محظوراً من خلال تفسير الحكم العام لعدم التمييز الوارد في الدستور، فضلاً عن قانون المساواة في المعاملة.

## التبني وتنظيم الأسرة
على الرغم من أن الشركاء المثليين لا يمكنهم التبني بشكل مشترك، إلا أن التبني من قبل الأفراد قانوني بغض النظر عن التوجه الجنسي أو وضع الشراكة. تبني أحد الشريكين للطفل البيولوجي للشريك الآخر متاح فقط للأزواج المغايرين المتزوجين.
يتاح الوصول إلى التلقيح الصناعي للنساء غير المتزوجات بغض النظر عن التوجهات الجنسية، ولكنه غير متاح للشريكات المثليات في المساكنة أو في شراكة مسجلة مثلية.
في نوفمبر/تشرين الثاني 2017، وجد محقق الشكاوى الهنغاري أن رفض طلب تبني الشركاء المثليين للأطفال كان «انتهاكًا لحق الطفل في الحماية والرعاية، وبلغ حدًا للتمييز غير القانوني المستند إلى التوجه الجنسي». بما أن التبني المشترك للشركاء المثليين غير قانوني في المجر، قررت شريكتان أن تقوما بتبني الطفل قانونيًا. ومع ذلك، كانت الشريكتان صريحتين للغاية بشأن علاقتهما وقبل تبنيهما لطفلة. خلال الأشهر التالية، اعتنت الشريكتان بفتاة تبلغ من العمر 16 شهرًا، لكن خدمة حماية الطفل في وقت لاحق أوقفت إجراء التقديم بسبب التوجه الجنسي للزوجين. أدى هذا القرار إلى تعطيل حياة الطفل، حيث أنها لم تعد تأكل بشكل صحي بعدها، وكان لا بد من أخذها إلى طبيب نفساني للأطفال. وناشدت الشريكتان المفوض المعني بالحقوق الأساسية (أمين المظالم المسؤول عن حقوق الأطفال، والقوميات في المجر، والفئات الاجتماعية الضعيفة ومصالح الأجيال القادمة)، الذي وجد أن رفض خدمة حماية الطفل للشريكتين غير قانوني وتمييزي. وقال المفوض إن «الشخص الراغب في التبني ليس له الحق في تبني طفل معين، ولكن له/ها الحق في المساواة في المعاملة والمساواة أمام القانون في الإجراء». اعتمد المفوض قرارهم بشأن 2008 وقال المفوض إن «الشخص الراغب في التبني ليس له الحق في تبني طفل معين، ولكن له / لها الحق في المساواة في المعاملة والمساواة أمام القانون في الإجراء». اعتمد المفوض في قرارهم على قضية «إي بي ضد فرنسا» في عام 2008 والتي قضت فيها المحكمة الأوروبية لحقوق الإنسان بأنه لا ينبغي أن يكون التوجه الجنسي للشخص عاملاً في حالات التبني.

## الحماية من التمييز

خريطة المجر مع علم فخر المثليين

في عام 2000، أقرت المحكمة الدستورية بأن الحظر الدستوري على التمييز القائم على «وضع آخر» يشمل التوجه الجنسي كذلك. وحظر «قانون الصحة العامة» التمييز المتعلق بالتوجه الجنسي في الخدمات الصحية منذ عام 1997 والتمييز المتصل بالهوية الجندرية منذ عام 2004. ويمنع «قانون 2003 بشأن المساواة في المعاملة وتعزيز تكافؤ الفرص» (بالمجرية: 2003. évi CXXV. törvény az egyenlő bánásmódról és az esélyegyenlőség előmozdításáról)‏، والذي دخل حيز التنفيذ في يناير 2004، التمييز على أساس العوامل التي تشمل التوجه الجنسي والهوية الجندرية في مجالات التوظيف والتعليم والإسكان والصحة والوصول إلى السلع والخدمات. تنص المادة 8 من القانون على ما يلي:
| معاملة المثليين في المجر | " الأحكام التي تؤدي إلى معاملة شخص أو جماعة بطريقة أقل تفضيلاً من شخص أو مجموعة أخرى في وضع مماثل بسبب جنسه/جنسها أو أصله العرقي أو لونه أو جنسيته أو أصله القومي أو الإثني أو لغته الأم أو إعاقته أو حالته الصحية أو المعتقد الديني أو العقائدي أو الرأي السياسي أو غيره أو الوضع العائلي أو الأمومة (الحمل) أو الأبوة أو التوجه الجنسي أو الهوية الجندرية أو العمر أو الأصل الاجتماعي أو الوضع المالي أو الطبيعة غير المتفرغة أو المصطلح المحدد لعلاقة العمل أو غير ذلك العلاقة المتعلقة بالتوظيف، وعضوية منظمة تمثل مصالح الموظفين ، [وأي] حالة أو صفة أو خاصية أخرى تعتبر تمييزًا مباشرًا. | معاملة المثليين في المجر |

بالإضافة إلى ذلك، يحظر القانون المجري جرائم الكراهية وخطابات الكراهية على أساس التوجه الجنسي والهوية الجندرية للشخص.

## الهوية الجندرية والتعبير عنها
في ديسمبر 2017، تم نشر مرسوم حكومي، حدد لأول مرة أساسًا قانونيًا لتغيير الجنس. منذ 1 يناير 2018، أصبح الأشخاص المتحولين جنسياً الذين يعيشون في المجر قادرين على تغيير جنسهم القانوني. يحتاجون إلى تشخيص من طبيب متخصص، لكن لا يتعين عليهم الخضوع للعلاج الهرموني أو التعقيم أو جراحة إعادة تحديد الجنس. يتضمن «قانون المساواة» في المعاملة على وجه التحديد «الهوية الجندرية» ضمن قائمة الخصائص المحمية.

## علاج التحويل
علاج التحويل له تأثير سلبي على حياة الأشخاص من مجتمع المثليين، ويمكن أن يؤدي إلى تدني احترام الذات والاكتئاب والتفكير في الانتحار. تعتبر الممارسة كعلم زائف من قبل المجتمع العلمي.
في فبراير 2019، بمناسبة مؤتمر حول حقوق المثليين في بودابست، قام «خبراء» في برنامج تلفزيوني على قناة «أم 5 (M5)» بترويج علاج التحويل وأمضوا 45 دقيقة في مناقشة كيف يمكن للأشخاص تغيير توجه الجنسي، على الرغم من ضغط «لوبي المثليين».

## التبرع بالدم
يُسمح للرجال المثليين ومزدوجي التوجه الجنسي بالتبرع بالدم بعد فترة تأجيل مدتها 12 شهرًا.

## ظروف الحياة

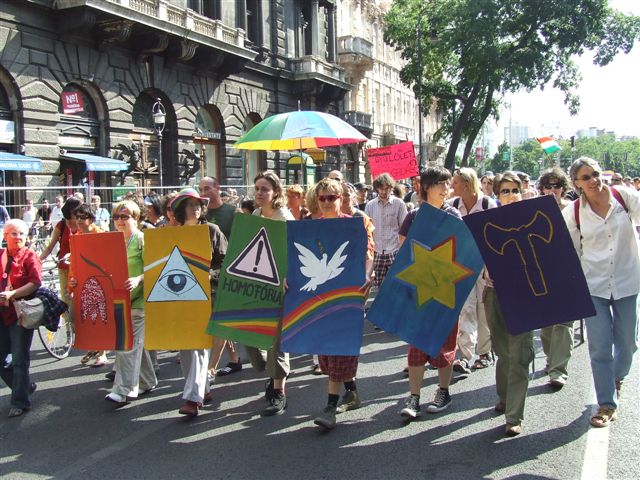
مسيرة فخر المثليين في بودابست، في عام 2008

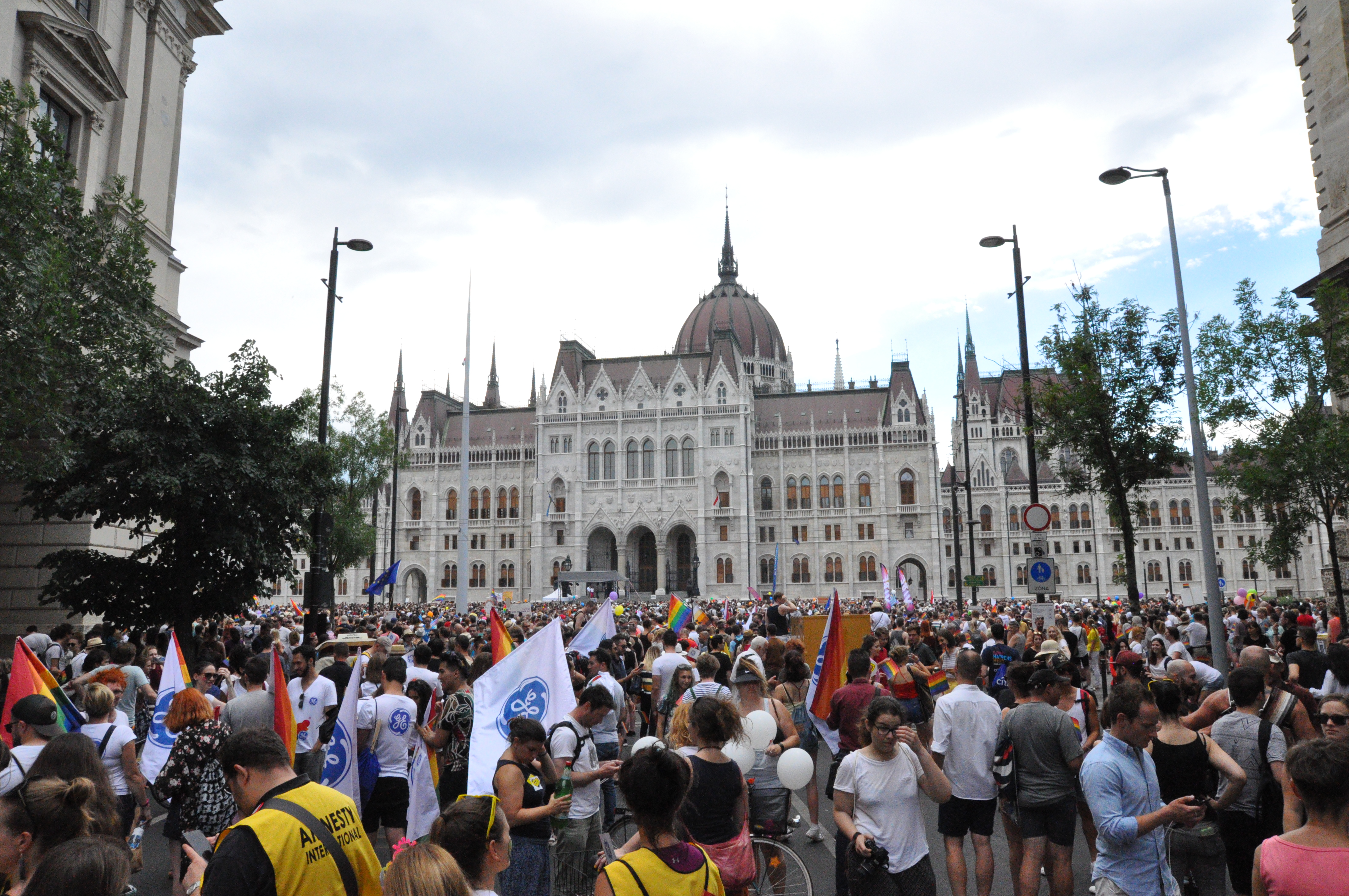
نسخة 2017 من مسيرة فخر المثليين في بودابست

كانت المجر البلد المضيف لمسابقة ملك الجمال المثلي في أوروبا 2007 والألعاب المثلية الأوروبية في عام 2012.
كانت مسيرة فخر بودابست أول حدث من نوعه في الكتلة الشرقية السابقة، ويجذب عددًا ثابتًا، ولكنه معتدل من مجتمع المثليين ومؤيديهم. يستمر مهرجان المثليين أسبوعًا كل صيف بمهرجان سينمائي ومسيرة فخر وحفلات في جميع أنحاء المدينة. وافتتح المهرجان في الماضي من الشخصيات العامة البارزة بما في ذلك غابور ديمزكي، رئيس بلدية بودابست حينها، وكينغا غونز، وزيرة الشؤون الخارجية حينها.
بالتزامن مع انتخاب فيكتور أوربان كرئيس للوزراء، توقفت حقوق المثليين في المجر. في مارس 2016، منعت الحكومة المجرية اتفاق الاتحاد الأوروبي المقترح لمكافحة التمييز ضد المثليين. في مايو 2017، رحب رئيس الوزراء أوربان بالمؤتمر العالمي للأسر، وهي مجموعة كراهية حسب مركز قانون الحاجة الجنوبي، في البرلمان الوطني.
في السنوات الأخيرة، لجأ المزيد من السياسيين إلى استخدام الخطاب العلني المعادي للمثليين جنسياً. في عام 2014، عرض حزب يوبيك لافتة كتب عليها «البرلمان لا يريد أي شياطين» خلال فخر بودابست، وتهجم لفظيا على المشاركين فيه وشوه اللوحات الداعمة حقوق المثليين. في نوفمبر/تشرين الثاني 2016، احتج الحزب على لوحة سياج بألوان قوس قزح في مدينة بوماس، على الرغم من أن اللون لم يكن له صلات بحقوق المثليين.
استقطبت مسيرة فخر بودابست 2017 الآلاف من الناس، وتلقى الدعم من العديد من السفارات، بما في ذلك من أستراليا، كندا، فرنسا، ألمانيا، والمملكة المتحدة والولايات المتحدة، وكذلك الدول المجاورة كسلوفاكيا أو سلوفينيا وغيرها.
في يناير/كانون الثاني 2018، قضت محكمة العدل الأوروبية بعدم جواز إخضاع السلطات لطالبي اللجوء لإجراء اختبارات نفسية من أجل تحديد توجههم الجنسي.

### حرية الرأي والتعبير
في عام 2012، قدم النائب عن حزب يوبيك أدم ميركوتسكي تعديلاً دستوريًا للبرلمان يسعى إلى حظر «الترويج للانحرافات الجنسية». سيعاقب التعديل «ترويج المثلية الجنسية أو غيره من ضروب السلوك الجنسي» بالسجن لمدة تصل إلى 8 سنوات. واحتج اتحاد إل أم بي تي، وهو منظمة تدافع عن حقول المثليين على التعديل وطالب البرلمان برفضه. وأعرب التحالف الديمقراطي أيضا عن معارضته وأسماه بالتعديل «اللئيم والمشين». فشل التعديل في النهاية.
في نوفمبر/تشرين الثاني 2016، أصدرت بلدة أسوتهالوم الصغيرة المجرية قانونًا يحظر «الدعاية للمثليين»، والآذان والملابس الإسلامية. دعا العمدة المسيحيين المحليين لدعم «الحرب المقدسة على المسلمين والتعددية الثقافية». في أبريل/نيسان 2017، بعد رفع دعوى قضائية ضد الطعن في الحظر، ألغت المحكمة الدستورية الحظر، وقررت أنه انتهك قوانين حقوق الإنسان لأنه يهدف إلى «الحد بشكل مباشر من حرية التعبير والضمير والدين».
في يونيو 2018، ألغت دار الأوبرا المجرية 15 عرض فيلم بيلي إيليوت، بعد أن ادعت صحيفة حكومية أن العرض يمكن أن يحول الطفل إلى مثلي الجنس، وهو ادعاء لا يتمتع بأي دعم علمي على الإطلاق، ويُنظر إليه على أنه رهاب المثلية. ومع ذلك، أظهر استطلاع للرأي أجري عامًا بعد عام 2007 أن 30% من المجريين يؤيدون زواج المثليين.
اقترح استطلاع يوروباروميتر الذي تم إجراؤه عام 2015 أن 39% من المجريين يؤيدون زواج المثليين. اقترح استطلاع أجري مؤخراً في مركز بيو للأبحاث، نُشر في مايو 2017، أن 27% من المجريين يؤيدون زواج المثليين، بينما عارضه 64%. كان الدعم أعلى بين غير المتدينين (34%) و18-34 سنة (39%)، على النقيض من الكاثوليك (25%) والأشخاص الذين تتراوح أعمارهم بين 35 وأكثر (23%).
نشرت بلانيت روميو، وهي شبكة اجتماعية للمثليين، أول مؤشر السعادة للمثليين (GHI) في شهر مايو من عام 2015. وسُئل الرجال المثليون من أكثر من 120 دولة حول شعورهم حيال نظرة مجتمعاتهم للمثلية الجنسية، وكيف يواجهون الطريقة التي يُعاملون بها من قبل أشخاص آخرين ومدى رضاهم عن حياتهم. احتلت السويد المرتبة التاسعة والأربعين مع نتيجة بلغت 47 على مؤشر السعادة.
وفقًا لاستطلاع أجرته المؤسسة الدولية للمثليين والمثليات ومزدوجي التوجه الجنسي والمتحولين جنسيا وثنائيي الجنس عام 2017، وافق 64% من المجريين على أن المثليين والمثليات ومزدوجي التوجه الجنسي يجب أن يتمتعوا بنفس الحقوق التي يتمتع بها الأشخاص المستقيمون، بينما لم يوافق 15% على ذلك. بالإضافة إلى ذلك، وافق 69% على أنه ينبغي حمايتهم من التمييز في مكان العمل. ومع ذلك، قال 13% من المجريين إن الأشخاص الذين تربطهم علاقات جنسية مثلية يجب أن يعاملو كمجرمين، بينما يعارض 64% ذلك. أما بالنسبة للمتحولين جنسياً، فقد وافق 60% على أنه يجب أن يتمتعوا بنفس الحقوق، ويعتقد 64% أنه يجب حمايتهم من التمييز في العمل، بينما تعتقد نسبة 48% أنه ينبغي السماح لهم بتغيير جنسهم القانوني.

## ملخص
| قانونية النشاط الجنسي المثلي                                                             | (منذ عام 1961)                                                      |
| المساواة في السن القانوني للنشاط الجنسي                                                  | (منذ عام 2002)                                                      |
| قوانين مكافحة التمييز في التوظيف                                                         | (منذ عام 2004)                                                      |
| قوانين مكافحة التمييز في توفير السلع والخدمات                                            | (منذ عام 2004)                                                      |
| قوانين مكافحة التمييز في جميع المجالات الأخرى (تتضمن التمييز غير المباشر، خطاب الكراهية) | (منذ عام 2004)                                                      |
| زواج المثليين                                                                            | (زواج المثليين محظور دستوريا منذ عام 2016)                          |
| الاعتراف القانوني بالعلاقات المثلية                                                      | (المساكنة غير المسجلة منذ عام 1996، والشراكات المسجلة منذ عام 2009) |
| السماح للشخص العازب بالتبني بغض النظر عن توجهه الجنسي                                    | Yes                                                                 |
| تبني أحد الشريكين للطفل البيولوجي للشريك الآخر                                           | No                                                                  |
| التبني المشترك للأزواج المثليين                                                          | No                                                                  |
| يسمح للمثليين والمثليات الخدمة علناً في القوات المسلحة                                    | Yes                                                                 |
| الحق بتغيير الجنس القانوني                                                               | (منذ عام 2018)                                                      |
| علاج التحويل محظور على القاصرين                                                          | No                                                                  |
| الحصول على أطفال أنابيب للمثليات                                                         | (متوفر للنساء العازبات، ولكن ليس للشريكات المثليات)                 |
| الأمومة التلقائية للطفل بعد الولادة                                                      | No                                                                  |
| تأجير الأرحام التجاري للأزواج المثليين من الذكور                                         | (محظورا لجميع الأزواج بغض النظر عن التوجه الجنسي)                   |
| السماح للرجال الذين مارسوا الجنس الشرجي بالتبرع بالدم                                    | / (منذ عام 2017: فترة تأجيلية بعد سنة واحدة من عدم ممارسة الجنس)    |